# Karl Langenbacher
Karl Langenbacher (* 7. Februar 1908 in Ladenburg am Neckar; † 17. Mai 1965 in Reutlingen) war ein deutscher Grafiker, Schriftsteller und Hörspielautor.

## Leben
Karl Langenbacher verbrachte seine ersten Lebensjahre in Ladenburg. 1913 erfolgte der Umzug der Familie nach Reutlingen, wo er die Oberrealschule (das heutige Johannes-Kepler-Gymnasium) besuchte. 1926 legte Langenbacher das Abitur ab. 1927 begann er sein Studium des Maschinenbaus an der TU München, das er 1929 als Dipl.-Ing. abschloss.
Aufgrund der schlechten Berufsaussichten für Ingenieure wandte sich Langenbacher in den Folgejahren mehr und mehr seinen künstlerischen Interessen sowie der Werbegrafik zu. In Reutlingen führte er vereinzelt grafische Aufträge durch.
1932 ging Langenbacher als Werbe-Fachmann zur Maschinenfabrik Augsburg-Nürnberg (MAN) nach Nürnberg, 1938 als Werbeleiter der Magdeburger Werkzeugmaschinenfabrik (MWF) nach Magdeburg. 1940 wurde er als Ingenieur nach Straßburg kriegsverpflichtet. Dort traf er 1943 auf HAP Grieshaber, der in Haguenau eine Art Untergrundpresse, die Presse Clandestine betrieb. Mit Grieshaber zusammen entstand hier 1943 die Schrift Plastische Meditationen.
Nach dem Zweiten Weltkrieg kehrte Karl Langenbacher nach Reutlingen zurück, wo er ein Büro für Werbegrafik betrieb. In den Folgejahren entstanden zahlreiche Werbekonzepte, Firmenlogos, Prospekte, Plakate, Buchentwürfe und Festschriften.
Karl Langenbacher war Gründungsmitglied der aus der Notgemeinschaft Tübinger-Reutlinger Künstler hervorgegangenen Künstlergemeinschaft Ellipse, die von 1951 bis 1965 bestand. In den 50er-Jahren verfasste Karl Langenbacher als Hörspielautor etwa 200 Stücke für das Landesstudio Tübingen des Südwestfunks (SWF).
Karl Langenbacher starb 1965 im Alter von 57 Jahren in Reutlingen.

## Werk
Langenbachers Kunstlehrer an der Oberrealschule war Walter Ast, der an dieser Schule u. a. auch Lehrer von HAP Grieshaber, Arthur Fauser, Edo Leitner und Otto Fromann war. 
Vor seiner Tätigkeit als Werbegrafiker sowie parallel dazu entstanden zahlreiche Ölbilder, Grafiken, Zeichnungen, Aquarelle, Radierungen, Holzschnitte, Lithografien, Mobiles und Skulpturen.
1929 erste Ausstellung in J. Kocher's Buchhandlung in Reutlingen. 1930 Ausstellung in Ackermanns Badbuchhandlung in Reutlingen. 1945 Ausstellung in der Bundeshalle in Reutlingen; diese Ausstellung war zugleich die erste Kunstausstellung nach dem Krieg in Reutlingen. 1948 Holzschnittmappe 12 kinderzeichnungen von der straße. 1951 Wandbilder im Bahnhof Ebingen. 1956 Ausstellung Bilder, Experimente und Anwendungen im Spendhaus in Reutlingen. 1959 Die Pissoire der Vaterstadt (Privatdruck). 1962 Dokumentarfilm Ein Foto, ein Plakat zusammen mit Franz Lazi.